# Принія чорновола
Принія чорновола (Prinia flavicans) — вид горобцеподібних птахів родини тамікових (Cisticolidae). Мешкає в Південній Африці.

## Опис
Довжина птаха становить 13-15 см. Верхня частина тіла золотисто-коричнева. В гніздовий період нижня частина тіла має біле або жовтувато-кремове забарвлення, на грудях чорна смуга. В позагніздовий період нижня частина тіла набуває жовтуватого забарвлення. Линяння відбувається двічі на рік.

## Підвиди
Виділяють чотири підвиди:
- P. f. bihe Boulton & Vincent, 1936 — південна Ангола і західна Замбія;
- P. f. ansorgei Sclater, WL, 1927 — південно-західна Ангола і північно-західна Намібія;
- P. f. flavicans (Vieillot, 1821) — від південної Намібії до центральної Ботсвани і північних районів ПАР;
- P. f. nubilosa Clancey, 1957 — північно-східна Намібія, північна і східна Ботсвана, південно-західна Замбія і північний схід ПАР.

## Поширення і екологія
Чорноволі принії живуть в сухих саванах і сухих чагарникових заростях. Зазвичай осілі, однак під час посухи можуть кочувати.

## Поведінка
Чорноволі принії харчуються комахами, доповнюють свій раціон насінням, плодами, квітками і зеленими частинами рослин. Вони можуть розмножуватись впродовж всього року, хоча найчастіше роблять це влітку. Чорноволі принії часто стають жертвами гніздового паразитизму зозульчаків..